# شورکند
شورکند، روستایی است از توابع بخش مرکزی شهرستان ارومیه استان آذربایجان غربی ایران.

## جمعیت
این روستا در دهستان باش‌قلعه قرار داشته و بر اساس سرشماری سال ۱۳۸۵ جمعیت آن ۳۴۷ نفر (۸۹ خانوار)
بوده‌است.